# Список храмів Харківщини
| Найменування                                                           | Світлина | Збудований     | Розташування                                           | Короткі відомості |
| Храми Української Православної Церкви Київського Патріархату           |          |                |                                                        | |
| Іоано-Богословський храм                                               |          | 1885 р.        | м. Харків, вул. Велика Панасівська, 105-А              | Перші згадки про Іоано-Богословську церкву датовані 1680 роком. У 1762 році побудовано нову дерев’яну церкву. У 1879 році на її місті заклали кам'яну церкву.Будівництво велося за кошти прихожан, велику грошову допомогу в цьому надано власником заводу масляних фарб купцем Ващенком та власником хімічного заводу купцем В. І. Пащенком-Тряпкіним. Храм збудовано у 1885 році, за проектом єпархіального архітектора Харківської єпархії Федора Івановича Данилова |
| Храми Української автокефальної православної церкви (оновленої)        |          |                |                                                        | |
| Храми Української Православної Церкви Московського Патріархату         |          |                |                                                        | |
| Храм 2000-річчя Різдва Христового                                      |          |                | м. Харків                                              | |
| Андріївський                                                           |          |                | c. Графське, Вовчанський район                         | |
| Антоніївський храм (університетський)                                  |          | 1831 р.        | м. Харків                                              | |
| Артемієво-Софіївський храм                                             |          |                | м. Харків                                              | |
| Архангело-Михайлівський храм                                           |          |                | c. Волохівка, Вовчанський район                        | |
| Архангело-Михайлівський храм                                           |          |                | смт Козача Лопань, Дергачівський район                 | |
| Архангело-Михайлівський храм                                           |          |                | смт Пересічна, Дергачівський район                     | |
| Архангело-Михайлівський храм                                           |          | 1805 р.        | c. Рокитне, Нововодолазький район                      | Побудована на кошти Михайла Матвійовича Куликовського |
| Архангело-Михайлівський храм                                           |          |                | м. Харків                                              | |
| Архангело-Михайлівський храм                                           |          | 1996 р.        | смт Донець, Балаклійський район                        | |
| Каплиця Архістратига Божого Михаїла                                    |          |                | м. Харків                                              | |
| Благовіщенський кафедральний собор                                     |          | 1901 р.        | м. Харків                                              | Є кафедральним у Харківській єпархії Української православної церкви Московського патріархату. |
| Богоявленський храм                                                    |          |                | c. Молодова, Вовчанський район                         | |
| Богоявленський храм                                                    |          | 1999 р.        | c. Шарівка, Валківський район                          | |
| Борисо-Глібський храм                                                  |          | 1905 р.        | с. Водяне, Зміївський район, Борисо-Глібський монастир | Існуючий в наш час храм, було побудовано в 1905 році на місці старої дерев'яної церкви побудованої в 1700 (1711) році. Побудовою нового храму керував приходський священик Федір Миколаєвський. |
| Введенський храм                                                       |          |                | м. Харків                                              | |
| Вознесенський храм                                                     |          |                | c. Великі Проходи, Дергачівський район                 | |
| Вознесенський храм                                                     |          | 1834 р.        | c. Вільшана, Дворічанський район                       | |
| Вознесенський храм                                                     |          | 1884 р.        | смт Золочів, Золочівський район                        | |
| Вознесенський собор                                                    |          | 1826 р.        | м. Ізюм                                                | |
| Вознесенський храм                                                     |          |                | c. Піски-Радьківські, Борівський район                 | |
| Вознесенський храм                                                     |          |                | c. Уплатне, Близнюківський район                       | |
| Вознесенський храм                                                     |          |                | м. Харків                                              | |
| Вознесенський храм                                                     |          | 1914 р.        | м. Харків                                              | Розташований у місцевсті Харкова Липовий Гай. |
| Володимирський храм                                                    |          | 1997 р.        | смт Вільча, Вовчанський район                          | |
| Володимирський храм                                                    |          |                | c. Самійлівка, Близнюківський район                    | |
| Володимирський храм                                                    |          |                | м. Харків, Салтівка, вул. Героїв праці 43-А            | |
| Храм Всіх святих у землі нашій просіявших                              |          |                | c. Чорне, Великобурлуцький район                       | |
| Георгіївський храм                                                     |          |                | c. Миколаївка, Дворічанський район                     | |
| Георгіївський храм                                                     |          |                | c. Павлівка, Богодухівський район                      | |
| Георгіївський храм                                                     |          |                | м. Харків                                              | |
| Дмитріївський храм                                                     |          |                | c. Катеринівка, Великобурлуцький район                 | |
| Дмитріївський храм                                                     |          |                | c. Шевелівка, Балаклійський район                      | |
| Жено-мироносицький храм                                                |          | 1845 р.        | м. Вовчанськ                                           | |
| Мироносицька церква                                                    |          | 2015 р.        | м. Харків, Сквер Перемоги                              | Побудована поблизу зруйнованої під час комуністичної влади |
| Храм Іверської ікони Божої Матері                                      |          | 1994 р.        | смт. Білий Колодязь, Вовчанський район                 | |
| Храм Ікони Божої Матері «Стягнення Загиблих»                           |          | 2008 р.        | м. Харків                                              | |
| Храм на честь ікони Божої Матері «Всіх скорботних Радість»             |          |                | м. Харків                                              | |
| Храм ікони Божої Матері «Живоносне Джерело»                            |          |                | м. Харків                                              | |
| Храм ікони Божої Матері «Отрада і Втіха»                               |          |                | м. Харків                                              | |
| Храм ікони Божої Матері «Утамуй мої печалі»                            |          |                | м. Харків                                              | |
| Храм Софії, Премудрості Божої                                          |          | 2012 р.        | м. Харків                                              | |
| Храм ікони «Чорнобильський спас»                                       |          |                | м. Харків                                              | |
| Ільїнський храм                                                        |          | 1992 р.        | смт. Близнюки                                          | |
| Іоано-Богословський храм                                               |          | 1898 р.        | c. Безруки, Дергачівський район                        | |
| Іоано-Богословський храм                                               |          |                | c. Великі Проходи, Дергачівський район                 | |
| Іоано-Богословський храм                                               |          |                | c-ще Іванівка, Барвінківський район                    | |
| Каплиця Іоанна Воїна                                                   |          |                | смт. Солоницівка, Дергачівський район                  | |
| Іоанно-Златоустівський храм                                            |          |                | смт. Мала Данилівка, Дергачівський район               | |
| Іоанно-Златоустівський храм                                            |          |                | м. Харків                                              | |
| Іоано-Предтеченський храм                                              |          |                | c. Гнилиця, Великобурлуцький район                     | |
| Іоано-Предтеченський храм                                              |          |                | c. Григорівка, Великобурлуцький район                  | |
| Іоано-Предтеченський храм                                              |          | 1997 р.        | c. Сніжків, Валківський район                          | |
| Казанський храм                                                        |          |                | c. Олексіївка, Близнюківський район                    | |
| Казанський храм                                                        |          |                | смт Слатине, Дергачівський район                       | |
| Казанський храм                                                        |          | 1912 р.        | м. Харків                                              | |
| Казанський храм                                                        |          |                | м. Первомайське, Первомайський район                   | Освячено 13 квітня, 1989 року. В 1999 почалося будівництво девятикупольного храма-собору |
| Катерининський храм                                                    |          | 1730 р.        | c. Протопопівка, Балаклійський район                   | |
| Кирило-Мефодіївська каплиця                                            |          | 2003 р.        | c. Кирилівка, Вовчанський район                        | |
| Костянтино-Еленінський храм                                            |          |                | м. Харків                                              | |
| Матрони Московської храм                                               |          |                | м. Харків, Салтівка, Парк Перемоги                     | |
| Миколаївський молебний будинок                                         |          |                | c. Яковенкове, Балаклійський район                     | |
| Свято-Миколаївський храм                                               |          | 1806 р.        | c. Високопілля, Валківський район                      | |
| Миколаївський храм                                                     |          |                | c. Вільшани, Дергачівський район                       | |
| Миколаївський храм                                                     |          |                | c. Грушуваха, Барвінківський район                     | |
| Миколаївський храм                                                     |          |                | c. Крисине, Богодухівський район                       | |
| Миколаївський храм                                                     |          |                | c. Мілова, Балаклійський район                         | |
| Миколаївський храм                                                     |          |                | c. Руська Лозова, Дергачівський район                  | |
| Миколаївський храм                                                     |          |                | м. Харків                                              | |
| Миколаївський храм                                                     |          |                | м. Харків                                              | |
| Миколаївський храм                                                     |          |                | м. Харків                                              | |
| Миколаївський храм                                                     |          |                | c. Чернещина, Борівський район                         | |
| Миколаївський храм                                                     |          | 2000 р.        | смт Шарівка, Богодухівський район                      | |
| Озерянський храм                                                       |          | 1901 р.        | м. Харків                                              | |
| Храм Олександра Невського                                              |          |                | c. Цупівка, Дергачівський район                        | |
| Олександро-Невський храм                                               |          |                | c. Олександрівка, Богодухівський район                 | |
| Олександро-Невський храм                                               |          |                | c. Токарівка, Дергачівський район                      | |
| Олександро-Невський храм                                               |          | 1907 р.        | м. Харків                                              | Храм при Харківській обласній психіатричній лікарні № 3 (колишній міський 15-й), більш відомої як Сабурова дача. Храм збудовано на початку XX століття на гроші забезпечених харків'ян за проектом Михайла Ловцова. |
| Пантелеймонівський храм                                                |          | 1885 р.        | м. Харків                                              | |
| Пантелеймонівський храм                                                |          |                | c-ще Червона Хвиля, Великобурлуцький район             | |
| Петро-Павлівський храм                                                 |          |                | c. Веселе, Балаклійський район                         | |
| Петро-Павлівський храм                                                 |          |                | c. Петропавлівка, Вовчанський район                    | |
| Петро-Павлівський храм                                                 |          |                | м. Харків                                              | |
| Покровський собор                                                      |          | 1689 р.        | м. Харків, Покровський монастир                        | Побудована козаками Харківського козацького полку замість дерев’яної Покровської церкви |
| Покровський храм                                                       |          | 1991 р.        | м. Балаклія                                            | |
| Покровський храм                                                       |          | 1991 р.        | м. Богодухів                                           | |
| Покровський храм                                                       |          |                | c. Гнилиця, Великобурлуцький район                     | |
| Покровський храм                                                       |          |                | c. Дмитрівка, Богодухівський район                     | |
| Покровський храм                                                       |          |                | c. Новий Мерчик, Валківський район                     | |
| Покровський храм                                                       |          |                | c. Огульці, Валківський район                          | |
| Покровський храм                                                       |          | 2001 р.        | с. Писарівка, Золочівський район                       | Побудовано на місці дерев’яної церкви яка згоріла у 1995 році |
| Покровський храм                                                       |          |                | м. Харків                                              | |
| Покровський храм                                                       |          |                | м. Харків, район Основа                                | |
| Храм Почаївської ікони Божої Матері                                    |          |                | c. Новоселівка, Близнюківський район                   | |
| Храм Почаївської ікони Божої Матері                                    |          |                | c-ще Першотравневе, Борівський район                   | |
| Преображенський храм                                                   |          | 1993 р.        | м. Валки                                               | |
| Преображенський храм                                                   |          | 2000 р.        | смт Великий Бурлук                                     | |
| Преображенський храм                                                   |          | 1857 р.        | c. Вербівка, Балаклійський район                       | |
| Преображенський храм                                                   |          |                | с. Водяне, Зміївський район, Борисо-Глібський монастир | |
| Преображенський собор                                                  |          | 1684 р.        | м. Ізюм                                                | Будувався на кошти полковників Ізюмського козацького полку К.Г. Донець-Захаржевського і Ф.В. Шидловського |
| Преображенський храм                                                   |          | 1724 р.        | c. Петрівське, Балаклійський район                     | |
| Преображенський храм                                                   |          |                | c. Серпневе, Валківський район                         | |
| Преображенський храм                                                   |          |                | м. Харків                                              | |
| Храм преподобного Алексія чоловіка Божого                              |          |                | м. Харків                                              | |
| Храм на честь преподобної Марії Єгипетської                            |          |                | c. Радгоспне, Близнюківський район                     | |
| Храм Різдва Іоанна Предтечі                                            |          |                | м. Харків                                              | |
| Храм Різдва Пресвятої Богородиці                                       |          | 1845 р.        | смт Андріївка, Балаклійський район                     | |
| Храм Різдва Пресвятої Богородиці                                       |          | 1997 р.        | м. Балаклія                                            | |
| Храм Різдва Пресвятої Богородиці                                       |          |                | смт Борова                                             | |
| Храм Різдва Пресвятої Богородиці                                       |          | 2001 р.        | с. Верхня Самара, Близнюківський район                 | |
| Храм Різдва Пресвятої Богородиці                                       |          | 1947 р.        | с. Губарівка, Богодухівський район                     | |
| Храм Різдва Пресвятої Богородиці                                       |          |                | м. Дергачі                                             | |
| Храм Різдва Пресвятої Богородиці                                       |          | 1906 р.        | смт Ков'яги, Валківський район                         | |
| Різдва Богородиці храм                                                 |          |                | с. Костянтівка, Зміївський район                       | Освячено 13 вересня 2014 р.; до цього сільський клуб; наступниця зруйнованої 1963 р. |
| Храм Різдва Христового                                                 |          |                | c-ще Максимівка, Богодухівський район                  | |
| Храм Різдва Христового                                                 |          |                | м. Харків                                              | |
| Храм святих мучениць Віри, Надії, Любові та Матері їх Софії            |          | 1995 р.        | смт Старий Салтів, Вовчанський район                   | |
| Свято-Духівський храм                                                  |          |                | м. Богодухів                                           | |
| Свято-Духівський храм                                                  |          |                | c. Добровілля, Близнюківський район                    | |
| Храм Святого Йосипа Обручника                                          |          | 1817 р.        | c. Мечебилове, Барвінківський район                    | |
| Храм Святого Князя Олега                                               |          |                | м. Харків                                              | |
| Храм Святого Сповідника Луки                                           |          |                | м. Харків                                              | |
| Храм священномученніка Олександра, архієпископа Харківського           |          |                | м. Харків                                              | |
| Храм священномученика Валентина                                        |          |                | м. Харків                                              | |
| Храм священномученика Іоанна Воїна                                     |          |                | м. Харків                                              | |
| Храм Священомученика Онуфрія                                           |          |                | смт Приколотне, Великобурлуцький район                 | |
| Спиридонівський храм                                                   |          |                | c-ще П'ятигірське, Балаклійський район                 | |
| Сретенський храм                                                       |          |                | c-ще Лісне, Дергачівський район                        | |
| Троїцький храм                                                         |          |                | c. Гусарівка, Балаклійський район                      | |
| Троїцький храм                                                         |          | 2005 р.        | смт Гути, Богодухівський район                         | |
| Троїцький храм                                                         |          |                | c. Качалівка, Краснокутський район                     | |
| Троїцький храм                                                         |          |                | c. Корбині Івани, Богодухівський район                 | |
| Троїцький храм                                                         |          | 1741 р.        | c. Пришиб, Балаклійський район                         | |
| Троїцький храм                                                         |          |                | c. Протопопівка, Дергачівський район                   | |
| Троїцький храм                                                         |          |                | c. Сінне, Богодухівський район                         | |
| Троїцький храм                                                         |          |                | м. Харків                                              | Вранці 25 березня 2019 року у церкві спалахнула пожежа загальною площею 15 кв. м. |
| Трьохсвятительський храм («Гольбергівська церква»)                     |          | 1907 – 1915 р. | м. Харків, вул. Гольдбергівська,101                    | Побудована на кошти купця першої гільдії Григорія Йосиповича Гольберга та його дружини Марії |
| Усікновення глави Іоана Предтечі храм                                  |          | 1845-1857 р.   | м. Харків, вул. Алчевських, 50-А                       | |
| Храм Усіх святих                                                       |          |                | смт Старий Мерчик, Валківський район                   | |
| Успенський храм                                                        |          |                | м. Балаклія                                            | |
| Успенський храм                                                        |          | 1876 р.        | м. Барвінкове                                          | |
| Успенський храм                                                        |          | 1999 р.        | c. Бригадирівка, Балаклійський район                   | |
| Успенський храм                                                        |          | 1825 р.        | смт Дворічна                                           | |
| Успенський храм                                                        |          | 1677 р.        | c. Полкова Микитівка, Богодухівський район             | |
| Успенський храм                                                        |          |                | c. Рубіжне, Вовчанський район                          | |
| Успенський храм                                                        |          | 1672 р.        | смт Савинці, Балаклійський район                       | |
| Успенський храм                                                        |          |                | смт Солоницівка, Дергачівський район                   | |
| Успенський собор                                                       |          | 1771-1884 р.   | м. Харків, вул. Університетська, 11                    | Вперше Успенський собор згадується у 1658 році. У 1685-87 році будується новий кам’яний собор, замість старого дерев’яного. У 1733 році собор постраждав від пожежі, у 1771 році почалося будівництво нового собору на кошти прихожан та Білгородської єпархії. У 1884 році до собору було добудовано Олександрівську дзвіницю. |
| Успенський храм                                                        |          |                | м. Харків                                              | |
| Хрестовоздвиженський храм                                              |          | 1821 р.        | м. Ізюм                                                | Побудований на місці старої дерев’яної церкви побудованої у 1704 –1709 роках. У 1821 році на пожертви парафіян трьох парафій був побудований новий кам'яний храм. |
| Хрестовоздвиженський храм                                              |          |                | c. Черкаська Лозова, Дергачівський район               | |
| Римо-католицькі храми                                                  |          |                |                                                        | |
| собор Успіння Пресвятої Діви Марії                                     |          | 1892 р.        | м. Харків                                              | |
| Каплиця Божого Милосердя i св. Шарбеля                                 |          |                | м. Харків                                              | |
| Костел Матері Божої святого Скапулярія i святого Рафаїла Калиновського |          |                | м. Харків                                              | |
| Каплиця Святої Родини                                                  |          |                | м. Харків                                              | |
| Костел Святої Родини                                                   |          |                | м. Харків                                              | |
| Костел святого Вікентія де Поля                                        |          |                | м. Харків                                              | |
| Каплиця Матері Божої Чудотворного Медальйона                           |          |                | м. Мерефа, Харківський район                           | |
| Каплиця святих апостолів Петра і Павла                                 |          |                | с. Покотилівка, Харківський район                      | |